# Caso Watergate

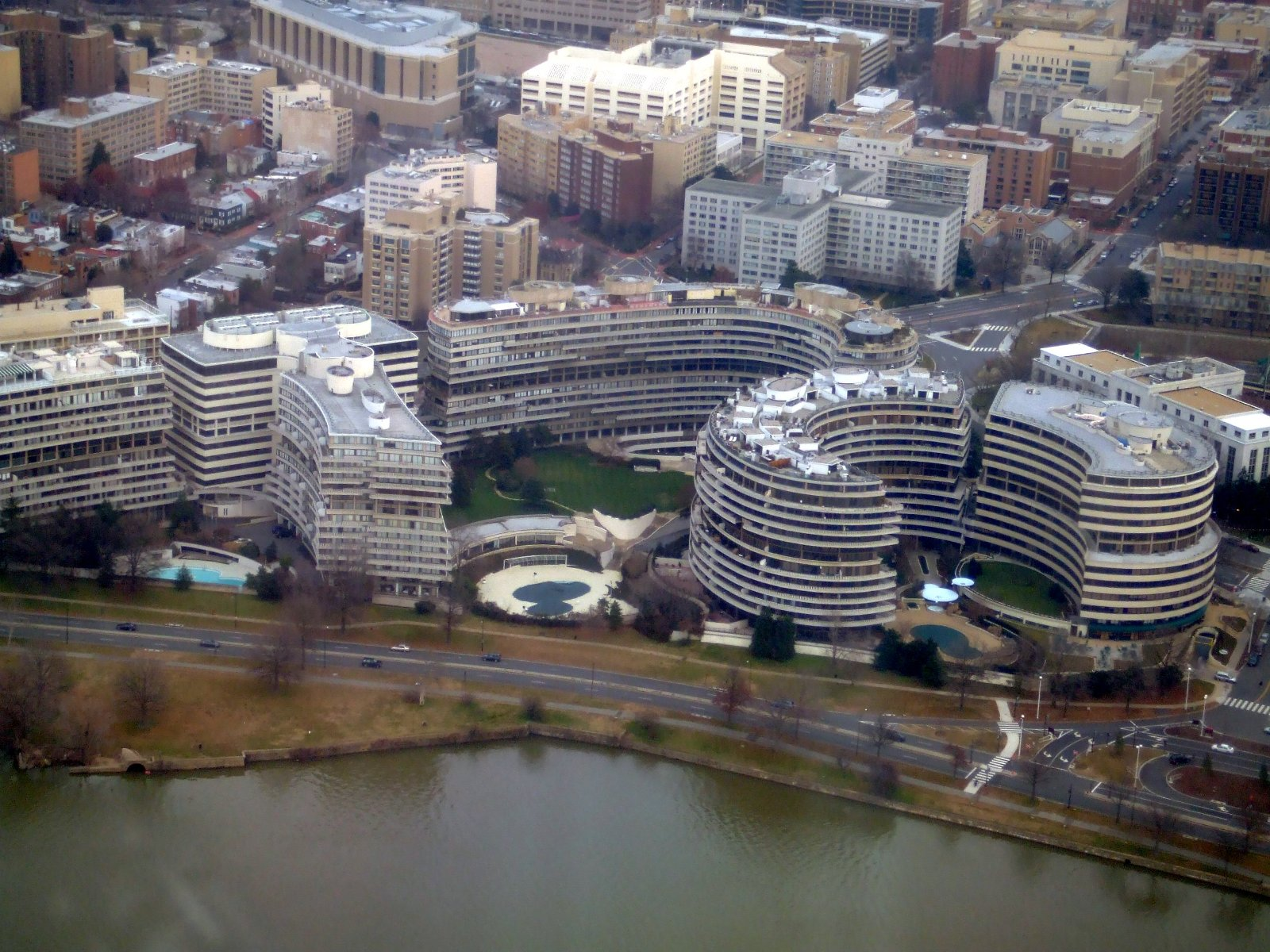
O Complexo Watergate.

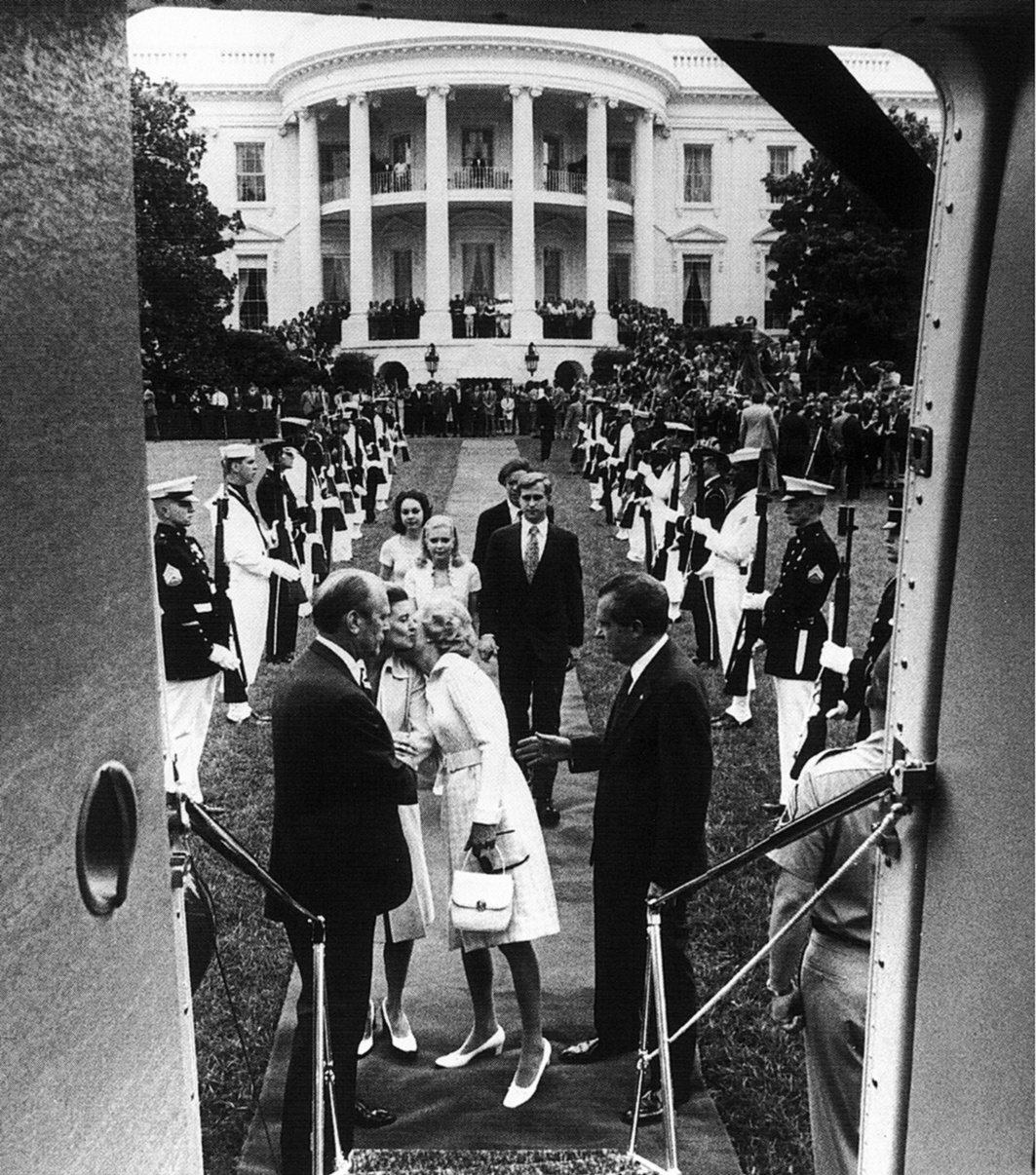
Richard Nixon deixa a Casa Branca em consequência do Caso Watergate.

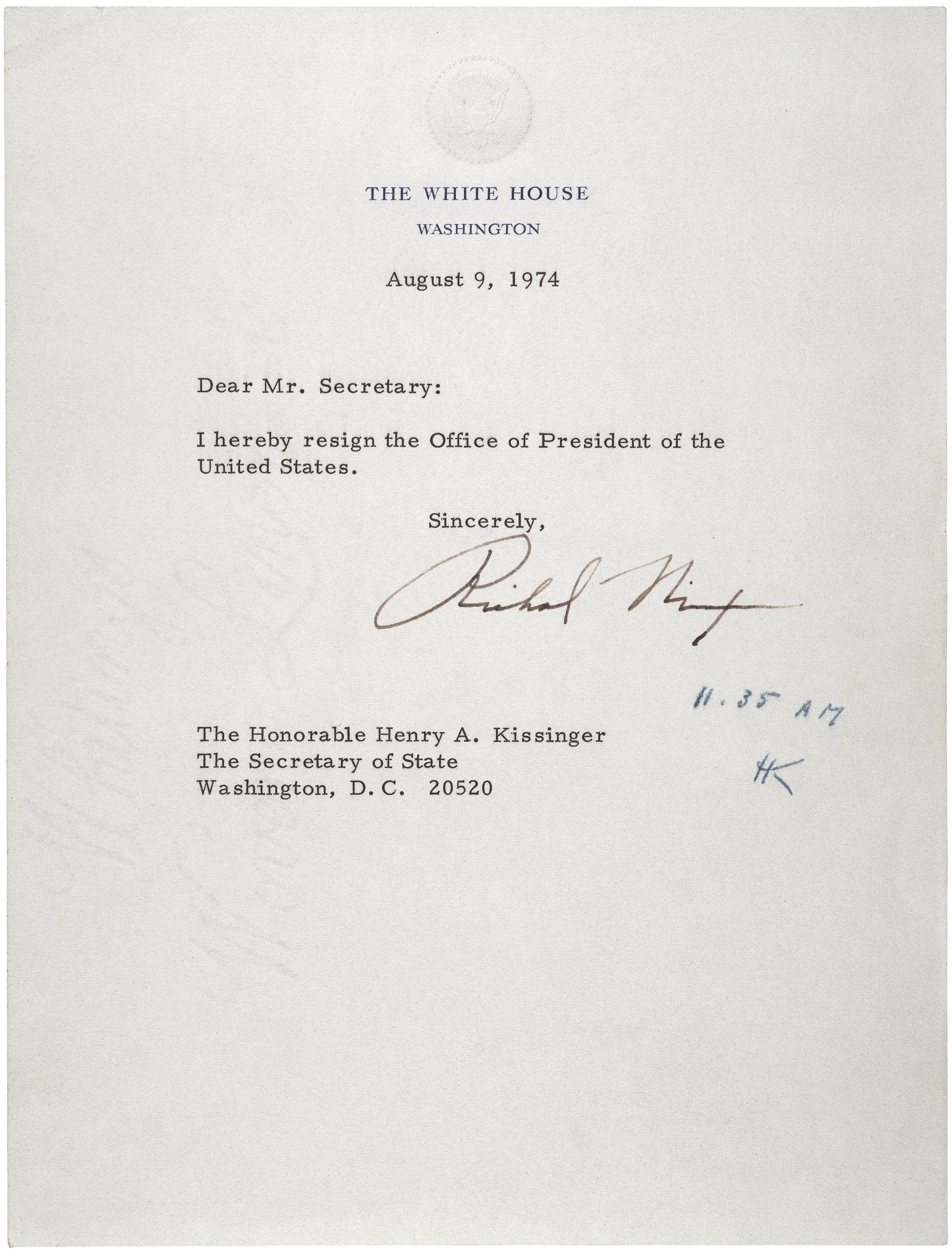
A carta de renúncia de Nixon.

O caso Watergate foi um grande escândalo político nos Estados Unidos envolvendo a administração do presidente Richard Nixon, que começou em 1972 e finalmente levou à renúncia de Nixon em 1974. Girou em torno de membros de um grupo associado à campanha de reeleição de Nixon, em 1972, invadirem a sede do Comitê Nacional Democrata e instalarem dispositivos de escuta, no Complexo Watergate, Washington, DC, em 17 de junho de 1972, e as tentativas posteriores de Nixon de esconder seu envolvimento no escândalo.
"Watergate", de certo modo, tornou-se um caso paradigmático de corrupção. No total, cerca de 69 pessoas foram indiciadas, com 48 delas — a maioria oficiais do governo Nixon — sendo condenadas pela justiça.

## O caso
Richard Nixon fora eleito presidente dos Estados Unidos em 1968, pelo partido Republicano, sucedendo a Lyndon Johnson, tornando-se o terceiro presidente dos Estados Unidos a ter de lidar com a Guerra do Vietnã. Nixon voltou a candidatar-se em 1972, tendo como opositor o senador democrata George McGovern, e obteve uma vitória esmagadora, ganhando em 49 dos 50 estados. McGovern venceu apenas em Massachusetts, além do Distrito de Columbia.
O caso Watergate teve origem durante esta campanha eleitoral de 1972. Em 17 de junho daquele ano, ocorreu uma invasão à sede do Comitê Nacional Democrata, no Complexo Watergate, na capital dos Estados Unidos. Cinco pessoas — quatro das quais haviam participado da fracassada Invasão a Baía dos Porcos em 1961 — foram detidas quando tentavam fotografar documentos e instalar aparelhos de escuta no escritório do Partido Democrata.
Bob Woodward e Carl Bernstein, dois jovens repórteres do jornal The Washington Post, começaram a investigar o já chamado caso Watergate. Durante muitos meses, os dois repórteres estabeleceram as ligações entre a Casa Branca e a invasão ao escritório do Partido Democrata. Muitas das informações obtidas por eles eram passadas pelo agente do FBI Mark Felt, que era mencionado pela alcunha de Garganta Profunda (Deep Throat), com intuito de preservar o anonimato de Felt.
Durante a investigação oficial que se seguiu, foram apreendidas fitas gravadas que demonstravam que o presidente Nixon tinha conhecimento das operações ilegais contra a oposição, porém as fitas haviam sido editadas, com trechos removidos. Seu advogado argumentou que o presidente tinha prerrogativas de cargo e não estaria obrigado a apresentar informações confidenciais.
Em 24 de julho de 1974, Nixon foi julgado pela Suprema Corte dos Estados Unidos e obrigado, por veredicto unânime, a apresentar as gravações originais, que comprovariam, de forma inequívoca, o seu envolvimento na ação criminosa contra a sede do Comitê Nacional Democrata e consequentemente a abertura de um processo de impeachment. Dezesseis dias depois, em 9 de Agosto, Nixon renunciou à presidência. Foi substituído pelo vice Gerald Ford, que assinou uma anistia, retirando-lhe as devidas responsabilidades legais perante qualquer infração que tivesse cometido.
Por muitos anos a identidade de "Garganta Profunda" permaneceu desconhecida, até que em 31 de Maio de 2005 o ex-diretor-assistente do FBI, W. Mark Felt, foi revelado como o informante. Bob Woodward e Carl Bernstein confirmaram o fato.

## Adaptação ao cinema
O Caso Watergate foi retratado em forma cinematográfica no filme Todos os Homens do Presidente tendo como protagonistas os atores Robert Redford e Dustin Hoffman representando Bob Woodward e Carl Bernstein respectivamente. O filme foi dirigido por Alan J. Pakula e ganhou 4 Óscares, nas seguintes categorias: Melhor Ator Coadjuvante (Jason Robards), Melhor Direção de Arte, Melhor Som e Melhor Roteiro Adaptado. Foi ainda indicado em outras 4 categorias: Melhor Filme, Melhor Diretor, Melhor Atriz Coadjuvante (Jane Alexander) e Melhor Edição.
Na comédia Dick de 1999 (que no Brasil recebeu o título de Todas as Garotas do Presidente), Garganta Profunda seriam duas estudantes: Arlene Lorenzo (Michelle Williams) e Betsy Jobs (Kirsten Dunst) que, em uma de suas saídas noturnas, acabaram descobrindo sobre o caso Watergate. Ao descobrirem sobre o caso, Nixon resolve contratá-las para serem acompanhantes oficiais do cão presidencial. Mas ao descobrirem a destruição dos documentos sobre Watergate, Richard Nixon resolve promovê-las a "Conselheiras Oficiais da Presidência". Quando veem as coisas apertarem ainda mais, resolvem chamar os dois jornalistas do Washington Post. Segundo os críticos, este filme é uma das melhores paródias do filme Todos os Homens do Presidente.
Em Nixon, filme realizado por Oliver Stone, com interpretações de: Anthony Hopkins (no papel de Richard M. Nixon), Joan Allen e Ed Harris, este caso é também retratado.
Em 2008, o filme Frost/Nixon, de Ron Howard, retratou uma série de entrevistas pós-Watergate dadas por Nixon em 1977 para o jornalista britânico David Frost, interpretado por Michael Sheen. Neste filme, Frank Langella recebeu uma indicação para o Oscar de melhor ator interpretando Nixon.
Em 1994, Tom Hanks, interpretando o personagem Forrest Gump no filme homônimo de Robert Zemeckis, deixa a entender que foi Forrest quem realizou a denúncia de pessoas copiando documentos e instalando escutas no Watergate. O filme recebeu 6 premiações do Oscar em 13 indicações, inclusive de melhor filme, ator para Hanks e melhor diretor para Zemeckis.